# 温泉町立八田中学校
温泉町立八田中学校（おんせんちょうりつ はったちゅうがっこう）は、かつて兵庫県美方郡温泉町（現新温泉町）石橋にあった公立中学校。
2005年（平成17年）4月1日に温泉中学校・照来中学校との統合により夢が丘中学校開校に伴い、2005年（平成17年）3月31日をもって閉校された。

## 沿革
- 1947年（昭和22年）4月 - 八田村立八田中学校設立、八田小学校に第一教場、奥八田小学校に第二教場を置く[1]。
- 1954年（昭和29年）10月1日 - 町村合併により温泉町立八田中学校と改称。
- 1958年（昭和33年）10月1日 - 第一教場（八田地区）を温泉中学校の校区へ編入。
- 1959年（昭和34年）4月28日 - 奥八田地区に独立校舎落成、同地区の単独校区となる。
- 2005年（平成17年）3月31日 - 閉校。

## 校歌
- 作詞：邑橋利良、作曲：鏑木貢[2]

## 廃校舎の活用
- 体育館は町立のスポーツ施設として利用されている。
- 校舎は改築され上山高原ふるさと館として、展示・体験施設として活用されている。
- プールは小学校と共用のため2011年（平成23年）まで利用されていたが、近くの新温泉町立奥八田小学校が同年度末をもって閉校された。

## 上山高原ふるさと館

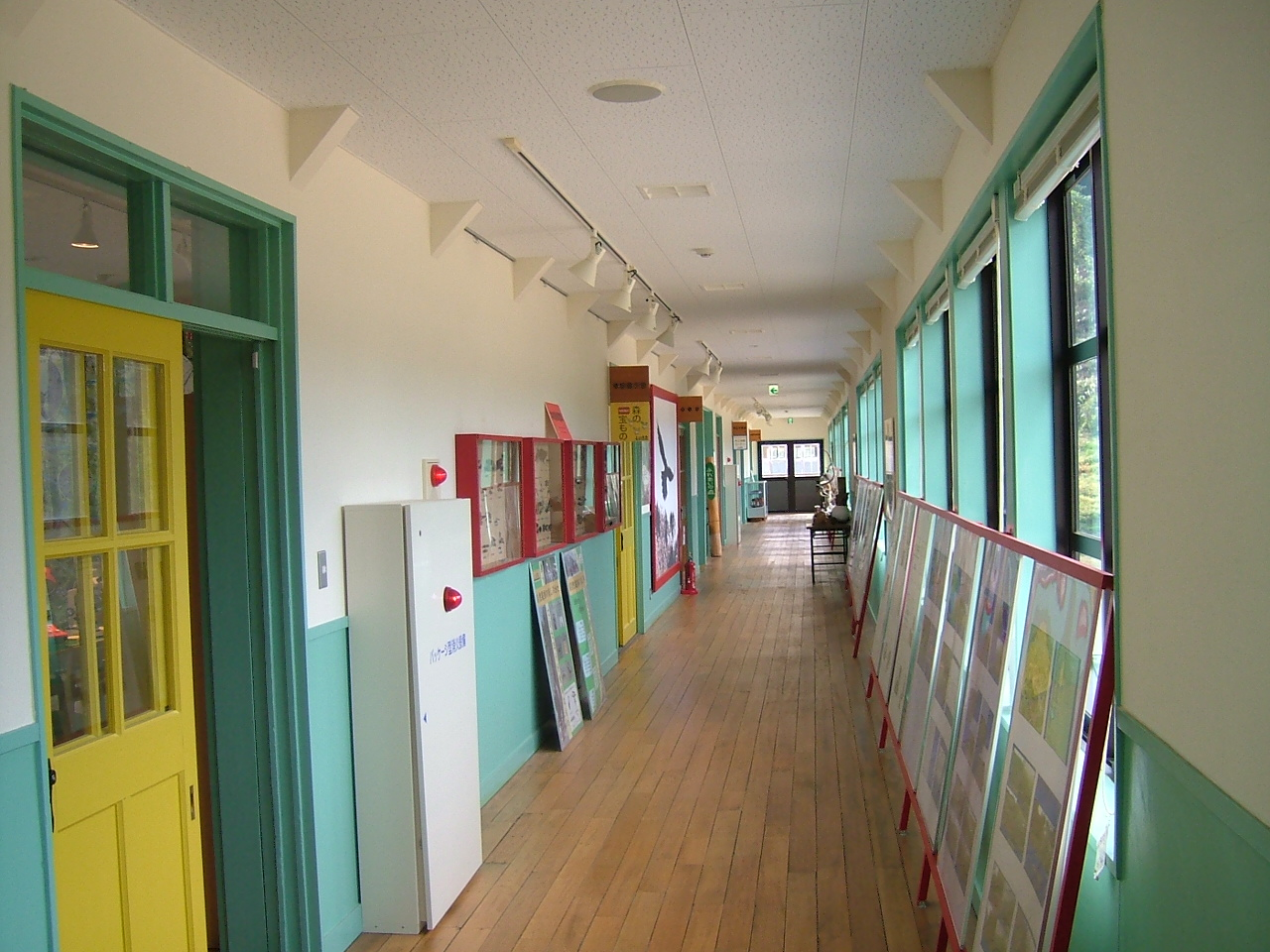
校舎の雰囲気を残した廊下

上山高原ふるさと館（うえやまこうげんふるさとかん）は、兵庫県美方郡新温泉町石橋にある展示・体験施設。

## 施設
1階
- 展示・談話コーナー
- 郷土料理研究室

2階
- 会議室（企画展示室）
- 常設展示室
- 収蔵室
- 体験作業室1 木工体験コーナー
- 体験作業室2 草木染め

廊下
- 写真展示

## 主な展示品
- 植物標本・写真
- オブジェ（鳥・蛙）
- 食の道具（膳・椀）

## 体験プログラム
- わら・木工・竹細工
- 草木染め
- ランプシェード作り
- 郷土料理体験
- 昆虫標本作り

## 利用情報
- 開館時間：午前9時 - 午後5時（入館は午後4時30まで）
- 休館日：毎週火曜日（祝祭日の場合は翌日）、年末年始（12/29 - 1/1）
- 入館料：無料

## 交通アクセス
- JR山陰本線浜坂駅より夢つばめバス浜坂温泉線・湯村温泉行き「湯村温泉」下車。
  - 乗換：夢つばめバス八田線・青下行き「石橋」バス停より徒歩200 m。